# Nuovo PSI
Nuovo PSI (NPSI), "Nyitalienska socialistpartiet", var ett litet italienskt politiskt parti, som grundades den 20 januari 2001. Det hävdade sig vara Italienska socialistpartiets efterträdare. 2007 gick de flesta av partiets medlemmar över till Partito Socialista, medan de resterande delarna av NPSI blev en del av center-högerkoalitionen Frihetens folk. Partiet upplöstes formellt den 27 mars 2009.